# Вирц, Петер
Петер Вирц (нем. Peter Wirz; род. 29 июля 1960) — швейцарский легкоатлет, специалист по бегу на средние дистанции. Выступал на профессиональном уровне в 1978—1990 годах, чемпион Европы в помещении, победитель и призёр ряда крупных международных стартов, многократный чемпион Швейцарии, участник двух летних Олимпийских игр. Также известен как дизайнер.

## Биография
Петер Вирц родился 29 июля 1960 года. Занимался лёгкой атлетикой в Берне и Цюрихе, проходил подготовку в местных клубах STB и LC Zürich соответственно.
Впервые заявил о себе в сезоне 1978 года, когда выступил на турнире Атлетиссима в Лозанне, закрыв в беге на 800 метров десятку сильнейших.
В 1979 году в составе швейцарской сборной стартовал на юниорском европейском первенстве в Быдгоще, где в беге на 1500 метров выиграл бронзовую медаль.
В 1983 году отметился выступлением на чемпионате Европы в помещении в Будапеште, где в финале 1500-метровой дисциплины стал четвёртым. Принимал участие во впервые проводившемся чемпионате мира по лёгкой атлетике в Хельсинки — в программе 1500 метров не смог преодолеть предварительный квалификационный этап.
В 1984 году в 1500-метровом беге одержал победу на чемпионате Европы в помещении в Гётеборге. Благодаря череде успешных выступлений удостоился права защищать честь страны на летних Олимпийских играх в Лос-Анджелесе — в финале показал время 3:36.97, расположившись в итоговом протоколе на шестой строке.
В 1986 году на дистанции 1500 метров был пятым на чемпионате Европы в помещении в Мадриде и десятым на чемпионате Европы в Штутгарте. Также в этом сезоне стартовал на домашнем чемпионате мира по кроссу в Невшателе, где занял итоговое 116-е место.
На чемпионате мира 1987 года в Риме не смог пройти дальше предварительного квалификационного этапа дисциплины 1500 метров.
Участвовал в Олимпийских играх 1988 года в Сеуле — благополучно преодолел предварительный забег 1500 метров, но на стадии полуфиналов сошёл с дистанции.
В 1989 году бежал 3000 метров на чемпионате Европы в помещении в Гааге и на чемпионате мира в помещении в Будапеште.
Завершил спортивную карьеру по окончании сезона 1990 года.
Впоследствии в течение многих лет работал дизайнером, в частности разработал внешний вид стандартного почтового ящика для Швейцарской почты.